# Cortlandville (Nueva York)
Cortlandville es un pueblo ubicado en el condado de Cortland en el estado estadounidense de Nueva York. En el año 2000 tenía una población de 7.919 habitantes y una densidad poblacional de 61.4 personas por km².

## Geografía
Cortlandville se encuentra ubicado en las coordenadas 42°35′8″N 76°10′28″O / 42.58556, -76.17444.

## Demografía
Según la Oficina del Censo en 2000 los ingresos medios por hogar en la localidad eran de $37,458, y los ingresos medios por familia eran $46,888. Los hombres tenían unos ingresos medios de $31,530 frente a los $23,984 para las mujeres. La renta per cápita para la localidad era de $19,887. Alrededor del 12.6% de la población estaban por debajo del umbral de pobreza.